# Kersten Neisser
Kersten Neisser (n. 4 mai 1956, Halle (Saale), RDG) este o canotoare ce a reprezentat Republica Democrată Germană, medaliată olimpică. A participat la o ediție a Jocurilor Olimpice (1980) în care a câștigat o medalie de aur.

## Participări
Lista de mai jos prezintă principalele competiții la care a participat Kersten Neisser de-a lungul carierei.
- canotaj la Jocurile Olimpice de Vară 1980 – 8 feminin[*][4]